# Liste der Wappen in der Lombardei
Die Liste der Wappen in der Lombardei zeigt die Wappen der Provinzen der Region Lombardei in der Republik Italien. In dieser Liste sind die Wappen jeweils mit einem Link auf den Artikel über die Provinz und mit einem Link auf die Liste der Wappen der Orte in dieser Provinz angezeigt.

## Wappen der Lombardei

Wappen der Region Lombardei
Flagge der Lombardei
Lage der Region Lombardei
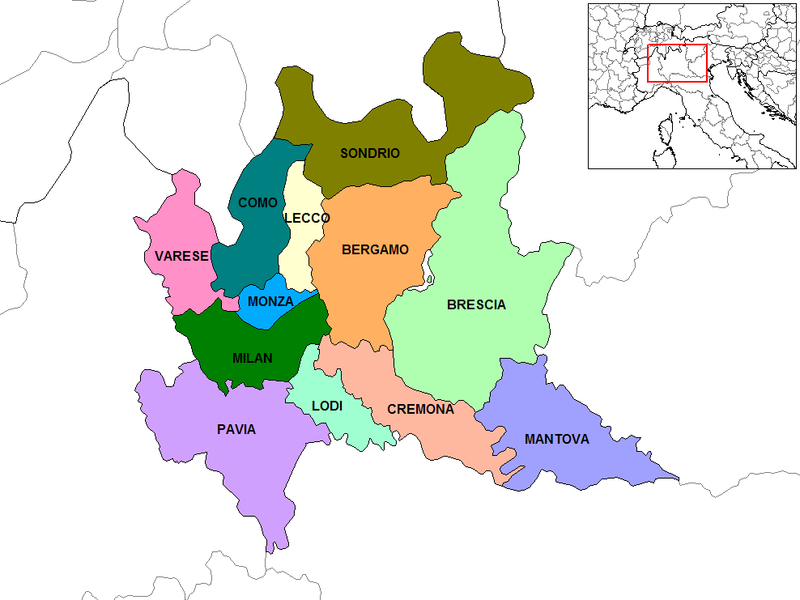
Lage der Provinzen in der Region Lombardei

## Wappen der Provinzen der Region Lombardei

Provinz Bergamo (Wappen der Orte (A–I)) (Wappen der Orte (L–Z))
Provinz Brescia (Wappen der Orte)
Provinz Como (Wappen der Orte)
Provinz Cremona (Wappen der Orte)
Provinz Lecco (Wappen der Orte)
Provinz Lodi (Wappen der Orte)
Provinz Mantua (Wappen der Orte)
Metropolitanstadt Mailand (Wappen der Orte (A–M)) (Wappen der Orte (N–Z))
Provinz Monza und Brianza (Wappen der Orte)
Provinz Pavia (Wappen der Orte)
Provinz Sondrio (Wappen der Orte)
Provinz Varese (Wappen der Orte)